# Ingolfur Arnarson
Ingolfur Arnarson (nebo Ingólfr Arnarson) společně se svou ženou Hallveig jsou považováni za první trvalé norské obyvatele Islandu, kteří na ostrov připluli se záměrem se zde usadit. Podle knihy Landnámabók (středověký islandský písemný záznam popisující osidlování Islandu Nory, sepsaný Haukrem Erlendssonem) Ingolfur Arnarson založil usedlost s názvem Reykjavík v jihozápadní části ostrova v roce 874. Archeologické průzkumy však naznačují, že osada mohla existovat i o několik let dříve.

## Život
Středověký kronikář Ari Thorgilsson zaznamenává, že Ingolfur Arnarson a jeho posádka byli prvními norskými obyvateli Islandu. Zmiňuje se však také o "Papar" (podle legendy irští nebo skotští mniši a poustevníci), kteří údajně přišli na Island ještě před Nory. Uvádí také, že tito mniši ostrov opustili, neboť nechtěli sdílet stejné místo s nově přicházejícími pohany.
Landnámabók (sepsaná asi o 2 nebo 3 století později) dále uvádí, že Ingolfur opustil Norsko z důvodu jisté krevní msty. Doslechl se prý o existenci nového ostrova v Atlantském oceánu, který byl objeven Gardarem Svavarssonem a Flokim Vilgerdarsonem, a proto se společně se svým nevlastním bratrem Hjörlefrem Hródmarssonem uchýlili do bezpečí na Island. Když byla pevnina na dohled z paluby lodě, svrhl Ingolfur dva stěžně do moře (na důkaz svého vůdcovství) a slíbil, že se usadí právě tam, kam budou tyto stěžně s boží pomocí doneseny. Jakmile přistáli na břehu, vyslal Ingolfur dva ze svých irských otroků, aby prozkoumali pobřeží a stěžně našli.
Hródmarsson byl však brzy otroky zavražděn. Ingolfur se za nimi vydal a pronásledoval je. Jakmile je dostihl na ostrovech Vestmannaeyjar nedaleko jihozápadního pobřeží Islandu, zabil je.
Uvádí se, že Ingolfur měl syna Thorsteinna, který údajně na Islandu založil první parlament, předchůdce současného národního parlamentu Althing.